# Chris Eagles
Chris Eagles là một cầu thủ bóng đá người Anh, chơi ở vị trí tiền vệ, hiện tại Eagles vẫn không có Câu lạc bộ sau khi rời Ross County vào tháng 4 năm 2018.